# Aller et Retour
Pour les articles homonymes, voir Aller retour (homonymie).
Pour plus de détails, voir Fiche technique et Distribution.
Aller et Retour (The Gilded Lily) est un film américain en noir et blanc réalisé par Wesley Ruggles, sorti en 1935.
C'est le premier des sept films dans lesquels joueront ensemble Claudette Colbert et Fred MacMurray, entre 1935 et 1948. 

## Synopsis
Marilyn David, sténographe, et Peter Dawes, journaliste de seconde zone, se retrouvent chaque jeudi soir, sur le banc d'un parc new-yorkais. Ils dissertent sur la vie, Peter ne la comparant qu'à un paquet de pop-corn, Marilyn espérant trouver l'âme sœur. Ce jeudi-là, après s'être séparés, Marilyn fait la connaissance, dans des circonstances houleuses, de Charles Gray, qui ne fait rien dans la vie. Elle veut le prendre sous son aile et l'aider à trouver un travail. De son côté, Peter est sommé par son patron de dénicher deux nobles anglais, voyageant incognito aux États-Unis. Dawes découvre les personnages en question: Lloyd Granton, duc de Loamshire, et son fils, qui n'est autre que Charles Gray, au surplus fiancé en Angleterre.

## Fiche technique
- Titre français : Aller et Retour
- Titre original : The Gilded Lily
- Réalisation : Wesley Ruggles
- Scénario : Claude Binyon d'après une histoire de Melville Baker et Jack Kirkland
- Production : Albert Lewis
- Société de production : Paramount Pictures
- Photographie : Victor Milner
- Montage : Otho Lovering
- Musique : Sigmund Krumgold, Heinz Roemheld et Tom Satterfield (non crédités)
- Costumes : Travis Banton
- Pays de production :  États-Unis
- Format : noir et blanc - 35 mm - 1,37:1 - Son : Mono (Western Electric Noiseless Recording)
- Genre : Comédie romantique
- Durée : 80 minutes
- Dates de sortie :
  - États-Unis : 25 janvier 1935
  - France : 6 mars 1935

## Distribution
- Claudette Colbert : Marilyn David
- Fred MacMurray : Peter Dawes
- Ray Milland : Charles Gray
- Charles Aubrey Smith : Lloyd Granton, Duc de Loamshire
- Luis Alberni : Nate Porcopolis
- Eddie Craven : Eddie, Photographe
- Donald Meek : Hankerson
- Charles Irwin : Oscar, chef d'Orchestre
- Forrester Harvey : Hugo
- Grace Bradley : Daisy
- Claude King : capitaine de bateau
- Charles C. Wilson : rédacteur en chef
- Edward Gargan : gardien
- Warren Hymer : chauffeur de taxi
- Tom Dugan : clochard sur un banc du parc
- Hayden Stevenson : photographe

## Source
- Aller et retour et les affiche françaises du film sur EncycloCiné